# Gordon Parks
Gordon Roger Alexander Buchannan Parks (Fort Scott, Kansas, 30 de novembre de 1912 − Nova York, 7 de març de 2006) va ser un fotògraf, director de cinema, periodista i militant negre estatunidenc. Les seves obres més conegudes són els seus fotoreportatges pel magazine Life així com un dels seus films, Les nits roges de Harlem (Shaft).

## Biografia
Parks va néixer a Fort Scott a Kansas, últim d'una família de 15 fills. Perd la seva mare als 16 anys. Es canvia de casa llavors a Minnesota, amb una de les seves germanes. Després d'haver abandonat els seus estudis secundaris, exerceix diversos oficis, entre els quals el de pianista.
El 1937, comença la seva carrera de fotògraf amb 25 anys a Chicago, on es converteix en fotògraf de moda i de personalitats. El 1942, realitza un fotoreportatge per a la secció fotogràfica de la Farm Security Administration el projecte del qual consistia a fer un balanç objectiu de les condicions de vida i de treball dels americans rurals.
El seu fill Gordon Parks Jr. és igualment director de cinema, havent dirigit, entre altres Superfly (1972).
Parks mor d'un càncer el 7 de març de 2006.

## Filmografia

### Director
- 1964: Flavio (curt)
- 1968: The World of Piri Thomas
- 1969: The Learning Tree
- 1971: Les nits roges de Harlem (Shaft)
- 1972: Shaft's Big Score!
- 1974: The Super Cops
- 1976: Leadbelly
- 1984: Solomon Northup's Odyssey (TV)

### Actor
- 1971: Les nits roges de Harlem (Shaft): el propietari de l'apartament
- 1972: Shaft's Big Score!: un crupier
- 1992: Lincoln (TV) de Peter W. Kunhardt
- 2000: Shaft: El retorn (Shaft) de John Singleton: el patró del Lenox Lounge

### Compositor
- 1969: The Learning Tree
- 1972: Shaft's Big Score!)
- 1984: Solomon Northup's Odyssey (TV)

### Guionista
- 1964: Flavio (curt)
- 1969: The Learning Tree

### Productor
- 1969: The Learning Tree